# Contea di Granite
La contea di Granite (in inglese Granite County) è una contea del Montana, negli Stati Uniti. Il suo capoluogo amministrativo è Philipsburg.

## Storia
La Contea di Granite venne creata nel 1893 e deve il suo nome alle montagne granitiche che contengono miniere d'argento che hanno fatto la fortuna dell'area.

## Geografia fisica
La contea ha un'area di 4.489 km² di cui lo 0,33% è coperto d'acqua. Confina con le seguenti contee:
- Contea di Missoula - nord
- Contea di Powell - est
- Contea di Deer Lodge - sud
- Contea di Ravalli - ovest

### Evoluzione demografica

Situazione demografica

## Città principali
- Drummond
- Philipsburg

## Strade principali
- Interstate 90

## Musei
- Granite County Museum, su visitmt.com. URL consultato il 14 maggio 2007 (archiviato dall'url originale l'11 maggio 2007).